# Ронцулли, Личия
Личия Ронцулли (итал. Licia Ronzulli, родилась 14 сентября 1975 в Милане) — итальянская женщина-политик, сенатор Итальянской Республики с 23 марта 2018 года, вице-президент Сената с 23 сентября 2023 года, председатель парламентской группы «Вперёд, Италия» с 18 октября 2022 по 21 ноября 2023 годов; депутат Европарламента от Европейской народной партии с 14 июля 2009 по 30 июня 2014 годов.

## Биография

### Ранние годы
Родилась 14 сентября 1975 года в Милане. Дочь карабинера из Маргерита-ди-Савойя. Изучала психологию в университете, карьеру начала с должности медсестры в больнице. В 2003 году стала координатором работы медсестёр в Научно-исследовательском и клиническом институте в Милане. С 2005 года волонтёр некоммерческой организации Sorriso Nel Mondo, от имени которой в составе бригады хирургов ежегодно ездила в Бангладеш для оказания медицинской помощи детям.
С 29 апреля 2015 по 13 января 2017 — вице-президент и независимый директор компании Fiera di Milano SpA.

### Депутат Европарламента

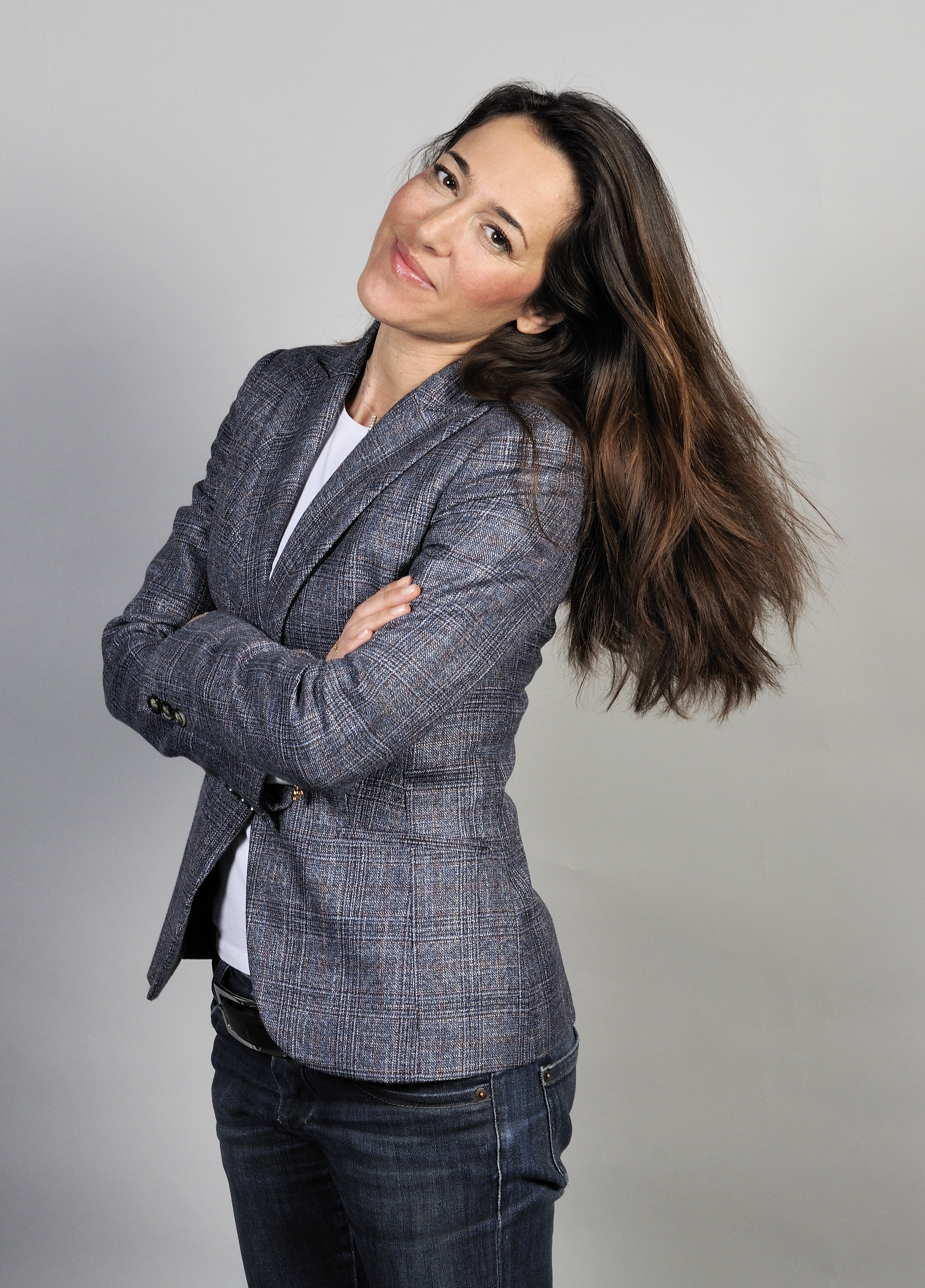
Ронцулли во время работы в Европарламенте

В 2008 году участвовала в парламентских выборах, баллотировалась от партии «Народ свободы» по округу Марке, но потерпела неудачу.
В 2009 годубыла избрана в Европейский парламент, выиграв выборы по избирательному округу Северо-Западной Италии и по спискам партии «Народ свободы»: она набрала более 40 тысяч голосов. Была представителем делегации партии «Вперёд, Италия». После избрания вошла в Комитет по занятости и социальным вопросам, а также в делегацию по связям со странами Южной Азии. В Европарламенте она также занимала должность заместителя члена Комитета по правам женщин и гендерному равенству. Входила в Комитет по занятости и социальным вопросам и в Комитет по окружающей среде, здоровью и безопасности пищевых продуктов.
С 18 сентября 2009 года — вице-президент Объединенной парламентской ассамблеи стран Африки, Карибского бассейна, Тихого океана и ЕС.
Направила в Европейскую комиссию свыше ста обращений на тему борьбы против распространения в Евросоюзе таких болезней, как вирус гепатита, туберкулёз, рак яичек, артериальная гипертензия и болезнь Альцгеймера.
На выборах в Европарламент 2014 года баллотировалась от партии «Вперёд, Италия», набрала 25 071 голос в избирательном округе Северо-Западной Италии, но не была избрана.

### Избрание в Сенат
С лета 2016 года после того, как Сильвио Берлускони перенёс сложную операцию на сердце и прошёл процесс реабилитации, Ронцулли сопровождала политика во всех его поездках, фактически заменив Мариюрозарию Росси на посту его помощницы. Пресса стала называть «самой верной помощницей» политика именно Ронцулли.
В 2018 году избрана в Сенат Итальянской Республики по одномандатному избирательному округу Канту (Ломбардия-09); будучи кандидатом от партии «Вперёд, Италия» и правоцентристской коалиции, набрала 56,8% голосов, опередив кандидата от левоцентристов Савину Марелли (19,76%) и кандидата от Движения пяти звёзд Элену Алькуати (18,2%). В парламенте XVIII созыва она возглавляла парламентскую комиссию по делам детей и подростков, а также входила в 10-й состав Комиссии по промышленности, коммерции и туризму. Вице-председатель парламентской группы «Вперёд, Италия — Президент Берлускони — Союз Центра».
С 15 февраля 2021 года отвечала за отношения с союзными по группе партиями, координируя по указанию Сильвио Берлускони стратегии других партий правоцентристской коалиции в отношении инициатив и программ. В марте 2021 года внесла законопроект об обязательной вакцинации от COVID-19 для работников здравоохранения, за что в её адрес в соцсетях стали поступать угрозы расправы.
14 мая 2022 года Сильвио Берлускони назначил её на должность регионального комиссара партии «Вперёд, Италия» в Ломбардии, чтобы восстановить репутацию партии в регионе. Ронцулли сменила на этом посту Массимилиано Салини. Газета Corriere della Sera предположила, что назначение было связано с конфликтом между Ронцулли, представительницей суверенного крыла партии, и Мариастеллой Джельмини, сторонницей проправительственного крыла.

### Вице-президент Сената
На парламентских выборах 2022 года Ронцулли была выдвинута в Сенат партией «Вперёд, Италия» — по одномандатному округу Ломбардия-02 (Комо) при поддержке правоцентристов и по многомандатным округам Ломбардия-01, Апулия-01 (первый номер списка), Ломбардия-02 и Пьемонт-02 (второй номер списка). Она выиграла выборы в одномандатном округе, набрав 55,38% голосов и опередив Аврору Кончетту Лонго от левоцентристов (23,42%).
Когда было сформировано правительство Мелони, партия «Вперёд, Италия» выдвинула кандидатуру Ронцулли на включение её в правительство (предполагалось, что она может стать министром здравоохранения, туризма или по связям с Европой), однако Джорджа Мелони наложила вето на кандидатуру, несмотря на настойчивость Сильвио Берлускони, которая особенно проявилась во время избрания Иньяцио Ла Русса на пост Президента Сената Италии.
18 октября 2022 года Ронцулли была избрана новым лидером сенатской фракции «Вперёд, Италия». Через месяц включена в комитет по безопасности Республики. 21 ноября 2023 года была назначена вице-президентом Сената: в тот же день она сложила с себя полномочия лидера фракции, уступив этот пост Маурицио Гаспарри.

### Личная жизнь
10 августа 2010 года Личия родила в Милане дочь, которую назвала Виттория. Отец ребёнка — Ренато Чериоли (итал. Renato Cerioli), президент отделений Всеобщей конфедерации итальянской промышленности по Монце и Брианце. В 2012 году Личия и Ренато развелись.
22 сентября 2010 года Ронцулли появилась на пленарном заседании Европейского парламента со своей дочерью Витторией, которой тогда было всего 44 дня. Позже Личия появлялась с дочерью ещё на нескольких заседаниях, в том числе в марте 2011 года и 16 февраля 2012 года. Появление Личии с ребёнком пресса истолковала как призыв итальянки не только обратить внимание на проблемы женщин, пытающихся совмещать карьеру и личную жизнь, но и законодательно закрепить за женщинами право на полноценное осуществление профессиональной деятельности даже при наличии малолетних детей. В 2022 году парламент Италии, опираясь на опыт появления Ронцулли на заседаниях Европарламента с ребёнком, официально разрешил женщинам-депутатам кормить младенцев грудью в зале заседаний.
В 2010 году французский журнал Madame Figaro включил Личию Ронцулли в список наиболее влиятельных женщин 2010 года, отдав ей 3-е место.

## Скандалы и резонансные события

### Вечеринки Берлускони
Финансовая гвардия Италии, занимавшаяся прослушиванием телефонных разговоров между предпринимателем Джампаоло Тарантини и премьер-министром Сильвио Берлускони, установила в 2011 году, что Личия Ронцулли входила в число организаторов загородных вечеринок Сильвио Берлускони на Вилла-Чертоза. Согласно расшифровке разговоров, Ронцулли организовывала приезд гостей и распределением их по бунгало. Берлускони называл её в разговорах «собственным секретарём».

### Перепалки с Соней Альфано
15 декабря 2010 года член партии «Италия ценностей» и депутат Европарламента Соня Альфано выступила с заявлением по итогам голосования в Европарламенте. Она обвинила действующее итальянское правительство (правоцентристы во главе с Сильвио Берлускони) в легализации коррупции. Ронцулли пыталась прервать выступление Альфано громкими криками, но получила предупреждение от председателя парламента, а Альфано при всех назвала Личию словом «vaiassa», которое на неаполитанском означало «хабалка» или «шалава». Возмущённая Ронцулли пообещала подать в суд за такие высказывания.
В 2011 году Альфано в своём блоге снова обрушилась с критикой на Ронцулли, заявив о её участии в вечеринках Берлускони на Вилла-Чертоза и о том, что она отбирала девушек для этих вечеринок. Личия подала в суд на Альфано, обвинив её в клевете. Суд Палермо постановил заблокировать блог Альфано; в 2015 году дело было окончательно закрыто.

### Скандал с Сузи де Мартини
В мае 2014 года евродепутат от партии «Вперёд, Италия» Сузи Де Мартини, баллотировавшаяся от Северо-Западного избирательного округа, обвинила Ронцулли в том, что та баллотировалась в Европарламент исключительно потому, что наряду с Николь Минетти организовывала вечеринки Берлускони. Она также заявила, что Ронцулли намеревалась получить депутатскую неприкосновенность, чтобы не представать перед судом по «делу Руби».

### Ругань в адрес Маттео Ренци
20 марта 2025 года во время заседания в Сенате Ренцулли в грубой форме заявила, что ей плевать на то, что говорил лидер партии «Италия Вива» Маттео Ренци, хотя позже она поправилась, чтобы заглушить поднявшийся шум. Это был не первый случай, когда Ренцулли переругивалась с Ренци.